# ادم کوکش
ادم چارلز کوکش (متولد ۱ فوریه ۱۹۸۲) فعال اراده گرا و ضد جنگ مناقشه‌برانگیز آمریکاییست. کوکش خواهان یک «انقلاب آمریکای جدید» به منظور براندازی دولت فدرال ایالات متحده آمریکا شده‌است. او سرجوخه سپاه تفنگداران دریایی ایالات متحده آمریکا بود و کهنه سرباز جنگ عراق است. او هم‌اکنون به دلیل حمل ماری جوانا در زندان به سر می‌برد.

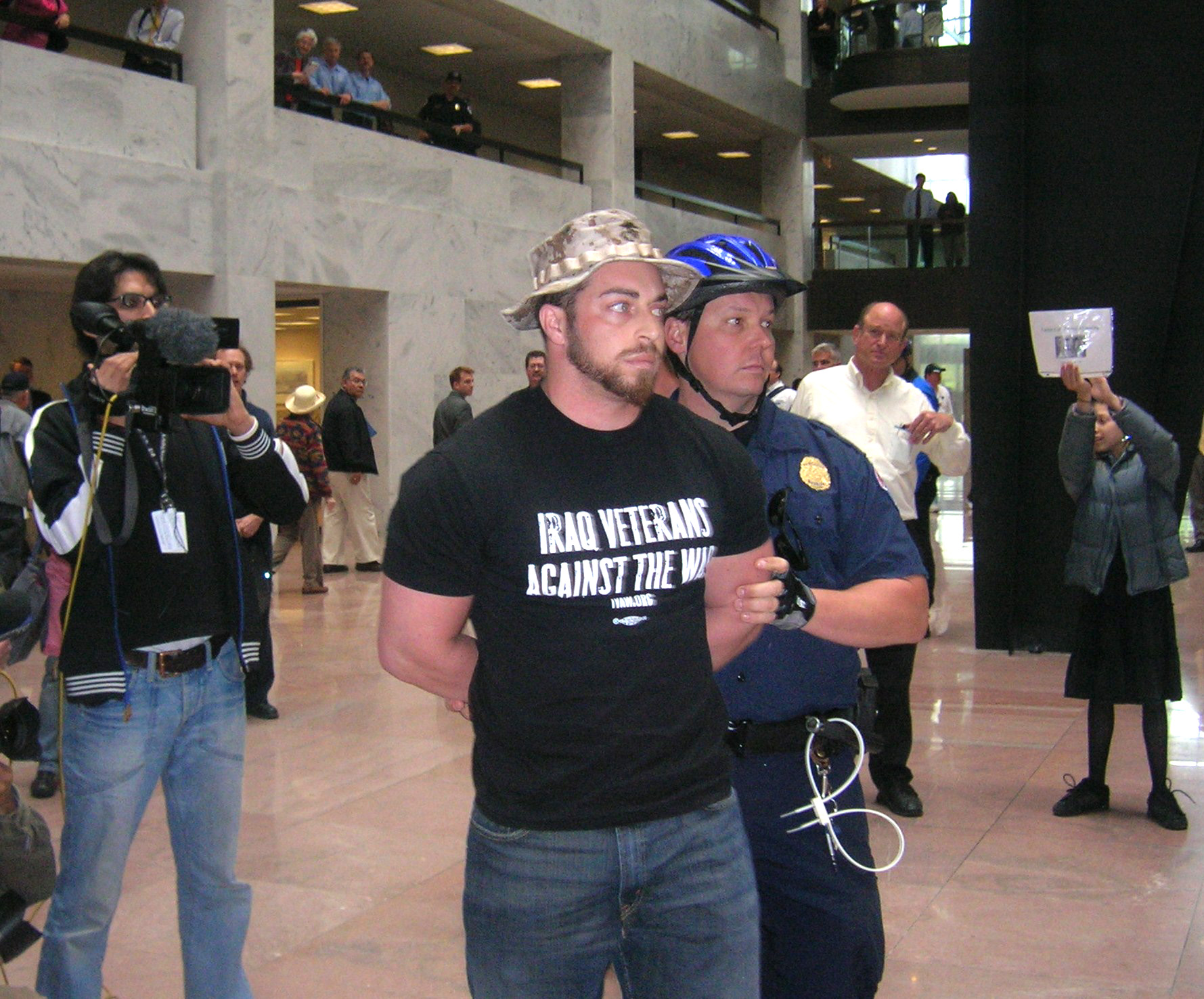
بازداشت کوکش در ساختمان هارت سنای آمریکا، ۲۰۰۷